# Kanoê
Os  Kanoê (etnônimo brasílico) ou Canoês  são um grupo indígena que habita o sul do estado brasileiro de Rondônia, mais precisamente as Terras Indígenas Rio Branco e Rio Guaporé.

## Massacre
Em 1985, os canoês sofreram ataques de fazendeiros em Corumbiara, município que dá nome ao documentário do franco-brasileiro Vincent Carelli. Não se sabe quantos indígenas (entre eles os da etnia akuntsu) foram mortos, mas especula-se que tenha sido usado um trator de esteira, o mesmo que serve para desmatar grandes áreas.
As Terras Indígenas dessas etnias na Amazônia Legal são constantemente invadidas ilegalmente por missionários e pela ação de madeireiros. Devido isto, em 2014 a Funai criou o Sistema de Proteção e Promoção de Direitos com doze Frentes de Proteção Etnoambiental, para fazer a vigilância ostensiva e em tempo integral das áreas. São sete as etnias indígenas recém-contactados no Brasil pela Funai, que estão sobre proteção deste sistema: korubo, zo'é, kunt'su, tupi-kawahiv, kanoe, uruwahá e, awa-guajá.
A Funai através da Coordenação Geral de Índios Isolados e Recém Contatados (CGIIRC) verificou que algumas etnias indígenas recém-contactados estavam em situação de fragilidade, assim ofereceu assistência diferenciada a estes: zo’é no Pará; aos kanoê e aos akuntsu em Rondônia, e; aos korubo do Javari no Amazonas.

## Comunidades
As comunidades Kanoês são:
- Aldeia de Ricardo Franco
- Aldeia da Terra Indígena Sagarana
- Aldeia São Luiz, da Terra Indígena Rio Branco
- Aldeia Kanoé na Terra Indígena Rio Omeré
- Deolinda, da Terra Indígena Paacás-Novas
- Família de Leonel Kanoé, em Barranquilha

## Subgrupos
Subgrupos ou clãs:
| Nome       | Tradução |
| ---------- | -------- |
| Ürüiat     | abelha   |
| Küakutep   | cabaça   |
| Xiküariat  | pássaro  |
| Küaküiat   | ?        |
| Apabiat    | ?        |
| Togaiap    | ?        |
| Protêgaiat | árvore   |